# Церква Знамення Божої Матері (Вільнюс)
Церква Знамення Божої Матері (лит. Vilniaus Dievo Motinos ikonos „Ženklas iš dangaus“ cerkvė) — православний храм в ім'я ікони Божої Матері «Знамення», побудований за проектом віленського архітектора Михайла Прозорова в 1903 у Вільні, одна з наймолодших церков міста. Розташовується недалеко від Жверинського моста, на вершині пагорба, круто збігає до річки, на куті вулиць Вітауто і Міцкявічяус. Візантійські куполи церкви замикають перспективу проспекту Гедиміна в західному напрямку; на східному кінці головної вулиці міста видніється римсько-католицький Архикафедральний собор.
Адреса: вулиця Вітауто, 21 (лит. Vytauto g. 21). Настоятель: митрофорний протоієрей Петро Мюллер.

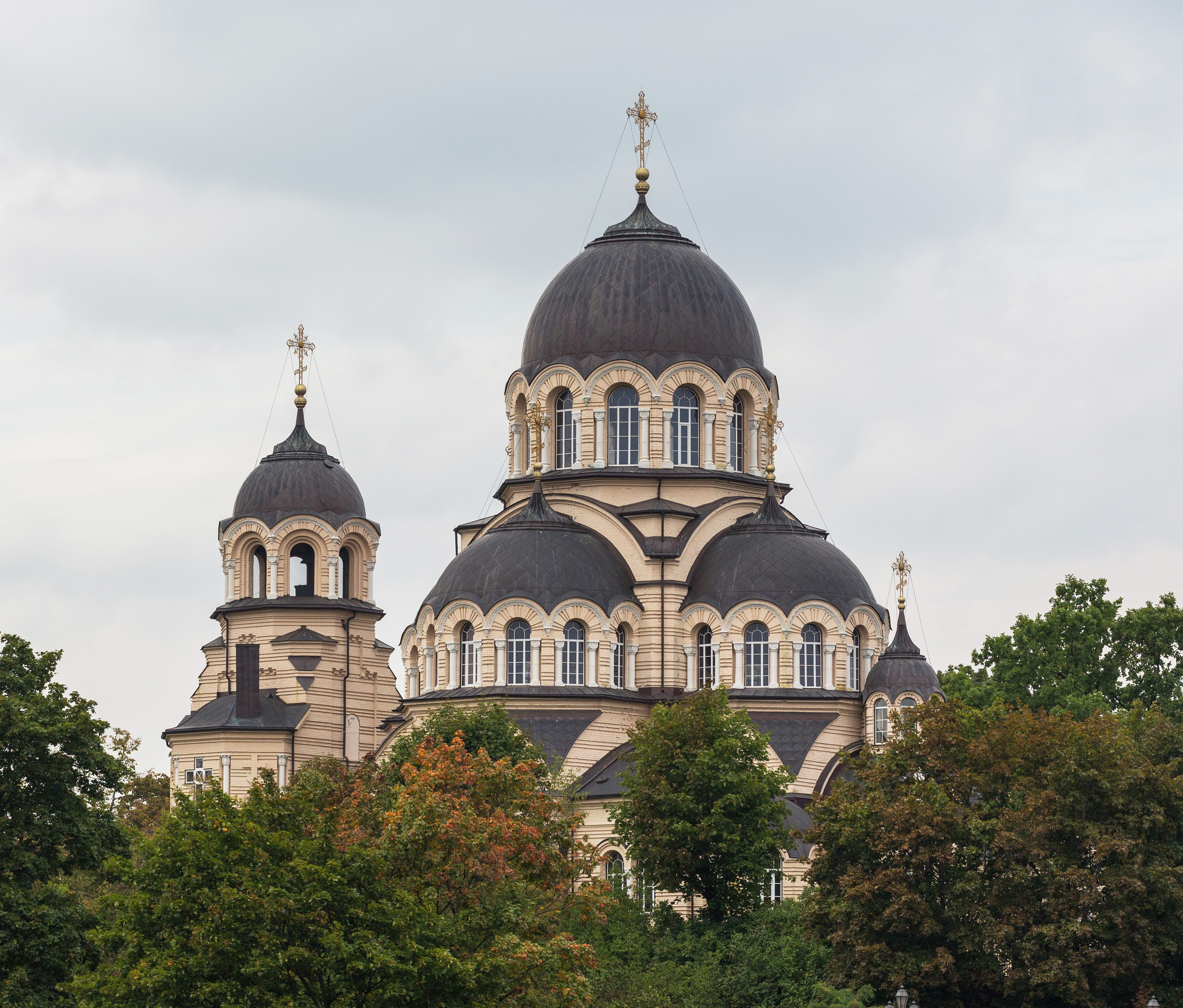

## Історія

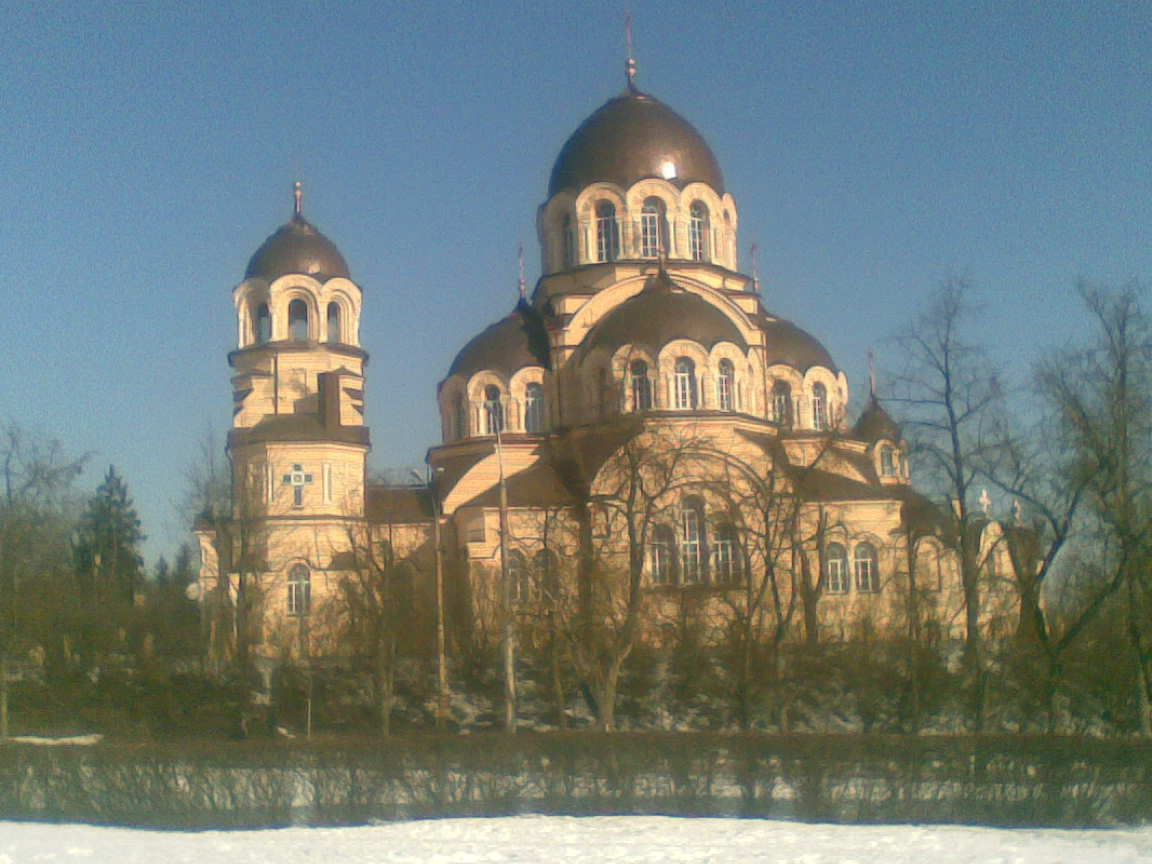
Церква Знамення Божої Матері

На початок XX століття Російська імперія хотіла закріпити гегемонію у Литві, тому почали будувати новий синодальний храм в районі Александрія (нині Жверинас) на правому березі річки Вілії (Неріс), де проживало близько 2,5 тисяч людей. Найближчим православним храмом була парафіяльна Архангело-Михайлівська церква на Сніпішках, що знаходиться на значній відстані. У той час в цьому місці ще не було моста через Вілію: дерев'яний міст з'єднав Александрію з містом тільки 1901 (за іншими відомостями в 1892), пізніше побудований кам'яний міст.

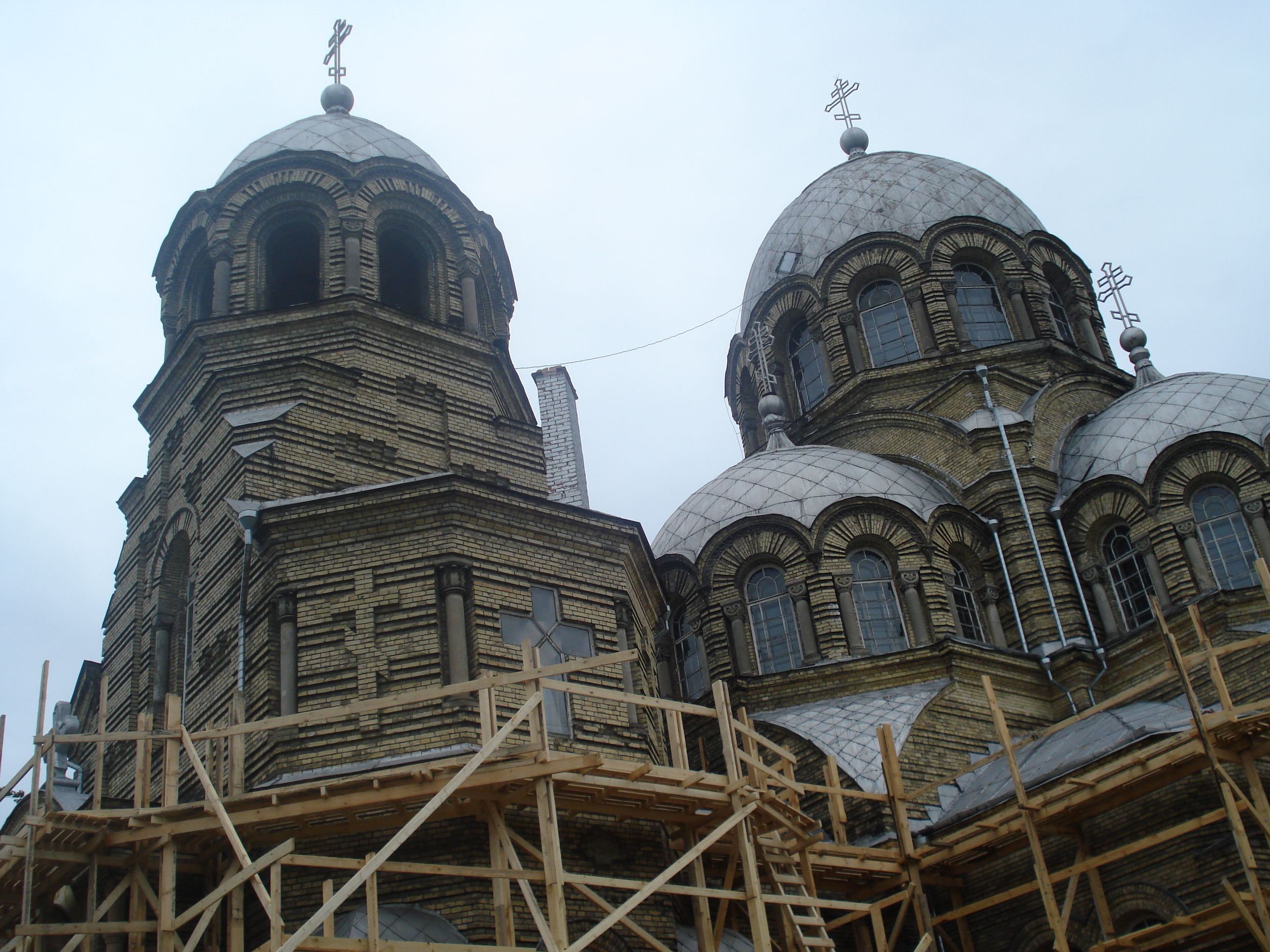
Церква Знамення Божої Матері. Дзвіниця

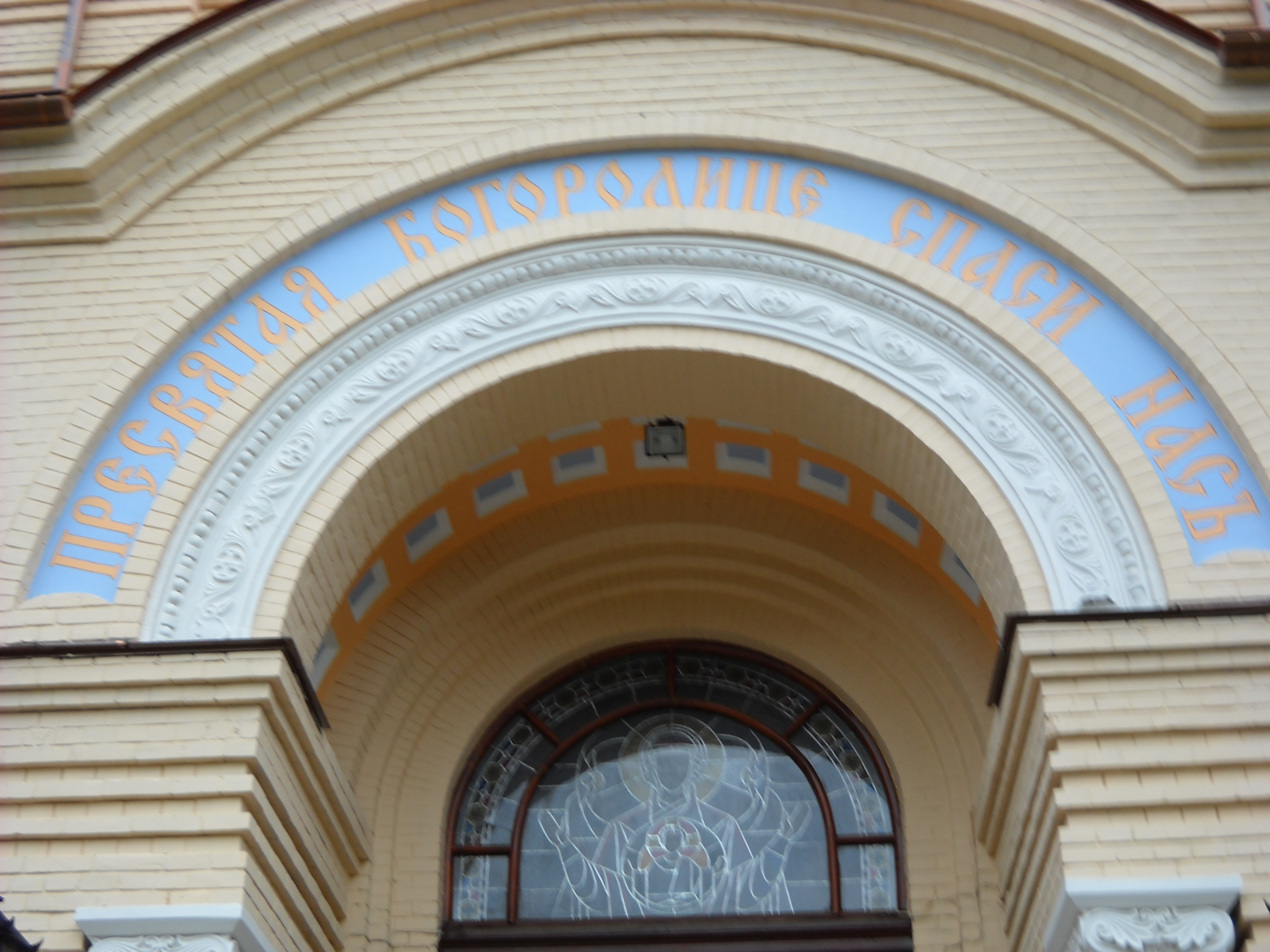
Церква Знамення Божої Матері. Вхід (деталь)

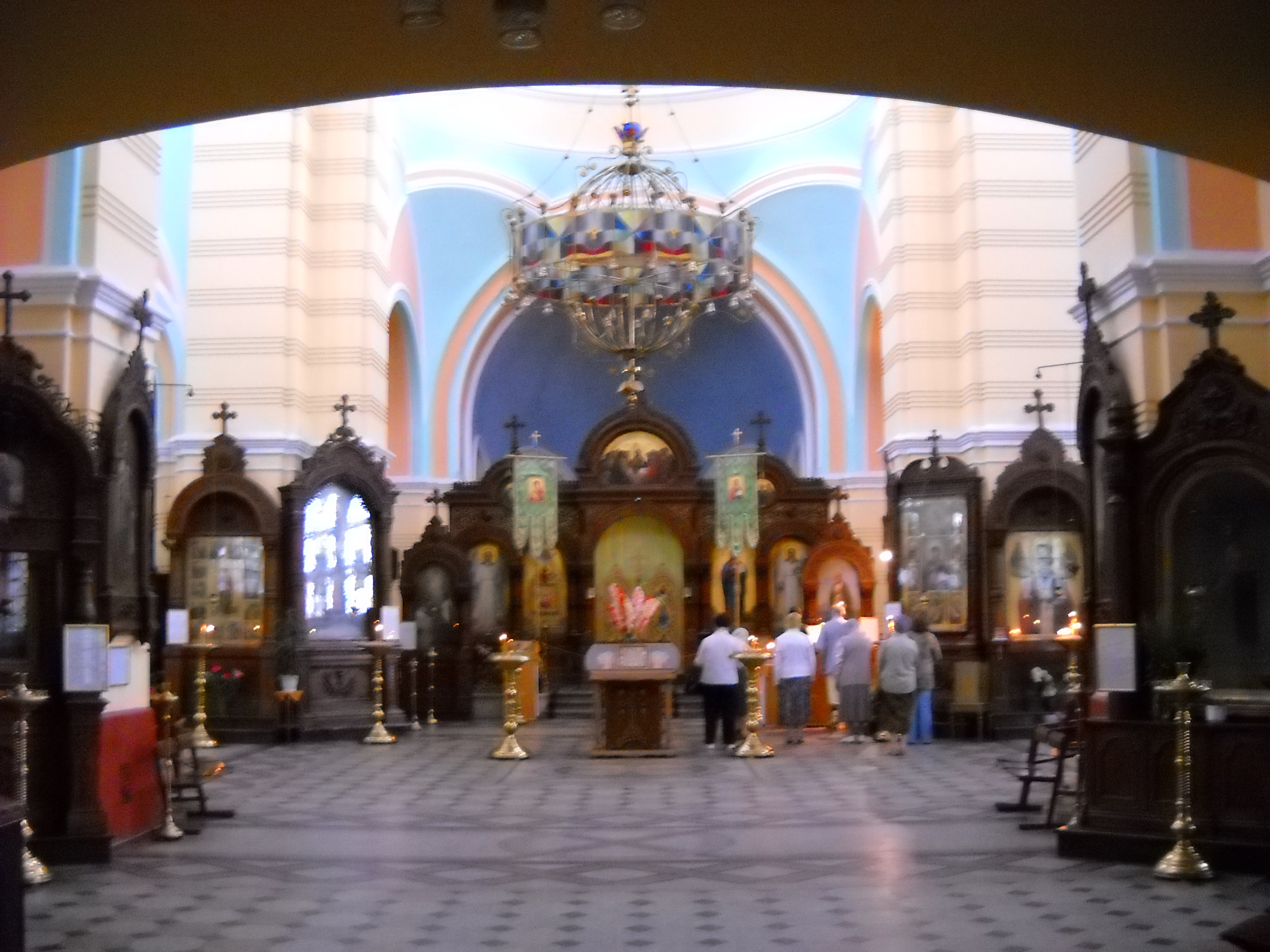
Церква Знамення Божої Матері. Інтер'єр

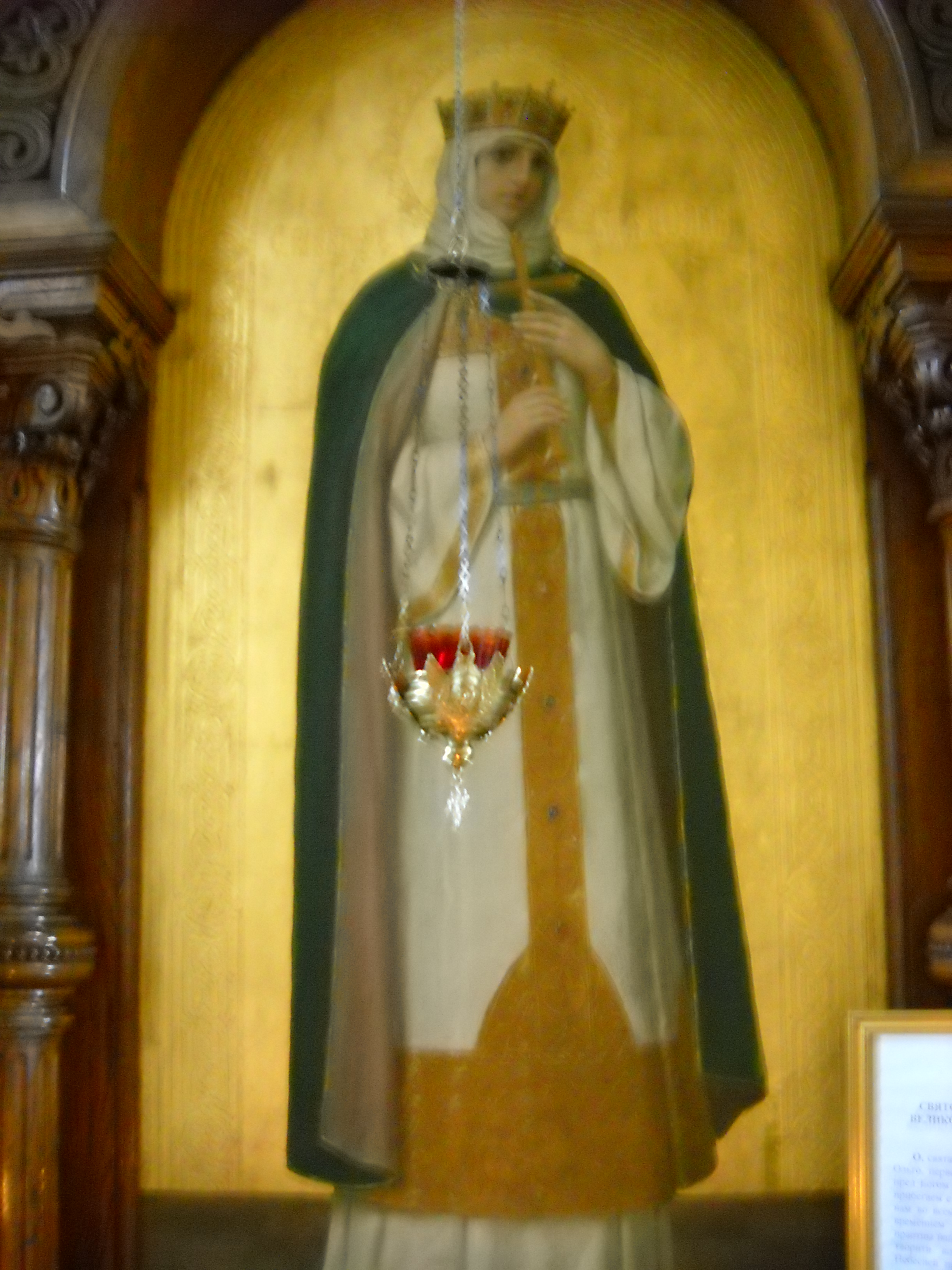
Церква Знамення Божої Матері. Ікона Святої княгині Ольги

Вільнюське Свято-Духове братство 5 жовтня 1897 ухвалило рішення про будівництво нової церкви. Храм будувався і облаштовувався на пожертви приватних осіб. Початком послужило велике пожертвування 5000 рублів архієпископа Холмського і Варшавського Ієроніма Екземплярського, який до 1898 декілька років займав Віленський кафедру ВПСРІ. Ще 5000 рублів пожертвував архієпископ Віленський і Литовський Ювеналій Половцев. Ділянка землі (розміром в 6300 м2 і вартістю понад 50 неоподатковуваних мінімумів доходів громадян) для будівництва храму безоплатно виділив тодішній землевласник В. В. Мартінсон. За заповітом його прах покоїться в огорожі церкви.
На виділені Свято-Духовим братством 10 тисяч рублів розпочаті первинні роботи із зведення храму. 14 жовтня 1899 архієпископ Віленський і Литовський Ювеналій освятив місце закладки церкви. Будівництво церкви почалося 1903. Відсутні для зведення храму 21790 рублів дав Священний Синод Російської імперії, чим підтвердив ідеологічну основу нового будівництва у конфліктному польсько-литовському регіоні.
1 червня 1903 архієпископ Ювеналій освятив церкву.
На час освячення при церкві з 1901 в сусідньому будинку діяла церковно-приходська школа. На території храму споруджено будинок для дитячого притулку і обладнана бібліотека з великим читальним залом. Першим настоятелем Церкви Знамення Божої Матері став протоієрей Климент Смольський (1903-1907). Під час Першої світової війни при храмі діяв притулок для дітей з бідних сімей. У притулку перебували діти незалежно від конфесійної приналежності (крім дітей з православних сімей, були діти з сімей старообрядницьких і католицьких).
З дня освячення церкви, богослужіння не переривалися ні під час світових воєн, (за іншими відомостями, в церкві не служили з вересня 1915 до 1919) ні під час німецької влади і за совєцької окупації.  
Після анексії Литви, 1946 у храмі налічувалося 400 постійних парафіян. Офіційно прихід зареєстрований окупаційної владою СССР 1948. Після смерті Сталіна, 1956 проведений капітальний ремонт храму.
У 1990-х купили чотири нові дзвони, відлиті на Воронезькому металургійному заводі (найбільший вагою 280 кг) в РФ. За задумом і ескізами протоієрея П. Мюллера (художника) над головним престолом змонтований новий вітраж і центральну частину церкви прикрасило панікадило в сучасному стилі.
2007-2010 храм капітально ремонтувався; були реставровані покрівля, замінені вікна, крокви, балки. Однією парафіянкою з особистих коштів було пожертвувано близько 11 тонн міді.
Настоятелем церкви з 1988 є митрофорний протоієрей Петро Мюллер. Діють Молодіжний музичний центр, благодійне товариство «Ласка».

## Архітектура і оздоблення
Церква споруджена з жовтої цегли в візантійському архітектурному стилі, для якого характерні монументальність, багатокупольність і обробка декором. Автором проекту був віленський архітектор М. Прозоров, будівельними роботами керував підрядник Нікалай Маврікін.
Цоколь храму складний з кругляка. Стіни облицьовані профільною цеглою. Особлива цегляна кладка надає будівлі ошатність: одні ряди цегли вдавлені в стіни, інші ж виступають. Таким чином на стінах церкви утворюються стримані візерунки, що гармонують із монументальністю. Фасад церкви майстерно декорований.
Церква трьохпрестольна: крім головного престолу, в ній є прибудови в ім'я Івана Хрестителя і преподобномучениці Євдокії. Іконостас з мореного дуба виконаний віленським різьбярем і живописцем І. Молокіним.
Орнамент мозаїчної підлоги виконаний за власний рахунок підрядником Н. Маврикіним. Церква опалювалася гарячим повітрям, яке надходило з двох розташованих в підвалі печей.
У 1990-х при розборі завалів на горищі церкви були виявлені писані на металі ікони, виконані в стилі майстрів школи художника В. М. Васнецова.